# Пішкія (комуна)
Пішкія (рум. Pișchia) — комуна у повіті Тіміш в Румунії. До складу комуни входять такі села (дані про населення за 2002 рік):
- Бенчеку-де-Жос (386 осіб)
- Бенчеку-де-Сус (870 осіб)
- Мурань (582 особи)
- Пішкія (1127 осіб)
- Селчуа-Ноуе (41 особа)

Комуна розташована на відстані 407 км на північний захід від Бухареста, 17 км на північний схід від Тімішоари.

## Населення
За даними перепису населення 2002 року у комуні проживали 3006 осіб.
Національний склад населення комуни:
| Національність | Кількість осіб | Відсоток |
| -------------- | -------------- | -------- |
| румуни         | 2805           | 93,3%    |
| угорці         | 66             | 2,2%     |
| цигани         | 56             | 1,9%     |
| українці       | 40             | 1,3%     |
| німці          | 18             | 0,6%     |
| серби          | 11             | 0,4%     |
| болгари        | 7              | 0,2%     |
| турки          | 1              | < 0,1%   |
| словаки        | 1              | < 0,1%   |
| чехи           | 1              | < 0,1%   |

Рідною мовою назвали:
| Мова       | Кількість осіб | Відсоток |
| ---------- | -------------- | -------- |
| румунська  | 2911           | 96,8%    |
| угорська   | 46             | 1,5%     |
| українська | 25             | 0,8%     |
| німецька   | 14             | 0,5%     |
| сербська   | 5              | 0,2%     |
| болгарська | 4              | 0,1%     |
| словацька  | 1              | < 0,1%   |

Склад населення комуни за віросповіданням:
| Релігія                                       | Кількість осіб | Відсоток |
| --------------------------------------------- | -------------- | -------- |
| православні                                   | 2803           | 93,2%    |
| римо-католики                                 | 120            | 4,0%     |
| п'ятдесятники                                 | 67             | 2,2%     |
| реформати                                     | 3              | 0,1%     |
| баптисти                                      | 3              | 0,1%     |
| адвентисти                                    | 3              | 0,1%     |
| бретрени                                      | 3              | 0,1%     |
| греко-католики                                | 1              | < 0,1%   |
| лютерани (Синодально-пресвітеріанська церква) | 1              | < 0,1%   |